# Александер, Альберт Виктор, граф Александер из Хиллсборо
Альберт Виктор Александер, 1-й и последний граф Александер из Хиллсборо (англ. Albert Victor Alexander, 1st Earl Alexander of Hillsborough; 1 мая 1885, Уэстон-сьюпер-Мэр, Сомерсет, Великобритания — 11 января 1965, Лондон, Великобритания) — британский государственный и военный деятель, министр обороны Великобритании (1946—1950).

## Биография
Родился в семье кузнеца, который переехал в Уэстон-сьюпер-Мэр из родного Уилтшира в Бристоль во время сельскохозяйственной депрессии 1860—1870-х годов. Получил имя в честь его отца и принца Альберта Виктора, старшего внука королевы Виктории, но с самого раннего возраста его коротко называли «A.V.». Его родители поселились в Уэстоне после свадьбы, но семья переехала в Бристоль после смерти отца в августе 1886 года, мать Александра делала корсеты, чтобы обеспечить своих детей. Начал трудовую деятельность в возрасте тринадцати лет. В 1903 году был переведён на должность клерка в департамент образования графства Сомерсет. До 1919 года работал клерком, а затем и старшим клерком Сомерсетского совета департамента высшего образования. После женитьбы на баптистке в 1908 году перешёл из англиканской в баптистскую церковь.
Во время Первой мировой войны был мобилизован, обучался одновременно военному делу и в оксфордском колледже Св. Магдалины. Во время военного обучения его здоровье оказалось подорванным, и он так и не был задействован в боевых действиях. В 1918 году был произведён в капитаны и занимался вопросами возвращения к мирной жизни бывших солдат, вернувшихся с войны. В 1919 году стал секретарём регионального отделения в Сомерсете Национальной ассоциации служащих государственных учреждений и органов местного самоуправления (NALGO).
- 1920 год — секретарь парламентского комитета объединения кооперативов Co-operatives UK, в этом качестве неоднократно отстаивал интересы своей организации в британском парламенте,
- 1922 год — избран членом Палаты общин сначала от Кооперативной партии, позже избирался от Лейбористской партии. До 1950 года с небольшим перерывом представлял в парламенте Шеффилд,
- 1924 год — заместитель парламентский секретаря Совета по торговле, на этом посту занимался вопросами торгового флота. После отставки лейбористского кабинета вернулся к работе в парламенте и объединении кооперативов, выступая с резкой критикой протекционистской политики Канцлера казначейства Уинстона Черчилля.

В 1929—1931 годах — Первый лорд Адмиралтейства. Основной задачей во время его пребывания на этом посту в рамках первого срока были вопросы международного разоружения. Итогом этой работы стало проведение в январе 1930 года в Лондоне конференции пяти ведущих морских держав (Великобритании, США, Франции, Италии и Японии) и заключение договора между Великобританией, Соединенными Штатами и Японией об ограничении роста и поддерживании паритета военно-морских сил. Во время экономического кризиса в середине 1931 года выступил с социалистических позиций, организовав группу противников предложений премьер-министра Макдональда, направленных на снижение государственных расходов, в первую очередь пособий по безработице. После поражения партии на парламентских выборах был избран заместителем её лидера. Как депутат предупреждал об опасностях, связанных с фашизмом в течение нескольких лет выступал с критикой правительственной политики умиротворения Германии. В октябре 1938 года своим выступлением он закрыл парламентскую дискуссию о Мюнхенском пакте, осудив политику британского кабинета по вопросу судетских немцев.
В 1940—1946 годах — вновь Первый лорд Адмиралтейства в коалиционном правительстве Уинстона Черчилля. Однако фактически многие вопросы в сфере ВМС премьер-министр принимал лично, иногда даже не ставя в известность первого лорда Адмиралтейства, как, например, с направлением в Тихий океан линкора HMS Prince of Wales, линейного крейсера «Рипалс» и четырёх эсминцев («Electra», «Express», «Vampire», и «Tenedos»), потопленных японцами в ходе боя у Куантана. Однако в ходе войны политик проявил высокую организованность, став одним из соратников Черчилля, однако это не помешало ему активно поддержать выход лейбористов из правящей коалиции в мае 1945 года.
В 1946—1950 годах — Министр обороны Великобритании. На этом посту занял выраженную антисоветскую позицию, которая изначально привела к падению его популярности, однако после объявления Холодной войны его риторика против СССР получила общественное признание и в 1948 году он стал почётным жителем Шеффилда.
В 1950 году отказался от участия в выборах, и королём ему было пожаловано звание пэра Англии, виконта Александера из Хиллсборо.
В 1950—1951 годах — Канцлер герцогства Ланкастерского.
После поражения лейбористов на парламентских выборах (1951) и в связи с ухудшением здоровья он снизил свою политическую активность, приобретя ферму в Эссексе. В декабре 1955 года, после отставки Уильяма Джоуитта возглавил небольшую группу лейбористов в Палате лордов и руководил ею в течение последующих девяти лет.
В 1956 году он был избран президентом Британского совета протестантских церквей, яростно выступал против каких-либо отношений между Церковью Англии и Католической церковью.
В 1963 году ему был пожалован графский титул, а в 1964 году он стал кавалером ордена Подвязки.
В преддверии всеобщих выборов в октябре 1964 года он ушёл с поста лидера лейбористов в Палате лордов, а в январе следующего года скончался.
Александер был художником-любителем и часто отдыхал вместе с Уинстоном Черчиллем в живописных местах Европы, где они вместе занимались любимым хобби. Некоторые картины обоих государственных деятелей имеют общий сюжет или изображают один и тот же объект.